# 小玉 (貓)
小玉（日语：たま，Tama，1999年4月29日—2015年6月22日，雌性），是日本和歌山縣紀之川市和歌山電鐵貴志川線貴志站的母三色貓站長。她原本是流浪貓，在2007年1月5日被正式委任為該站的站長。協助她的還有助理站長Chibi（ちび，雌性，2000年5月12日—）及小玉的母親Miiko（ミーコ，雌性，1998年10月3日—2009年7月20日）。他們的主要工作是招徠客人，年薪為一年份量的貓糧，任期終身。小玉上任後該線乘客數量穩定增加，甚至有遊客從海外遠道而來，慕名拜訪，為當地旅遊業作出了不可多得的貢獻。任職期間，她的職銜亦有所調整，先後擢升為「超級站長」，「和歌山電鐵代理社長」，「和歌山縣勳功爵」及「和歌山縣招攬觀光大明神」，過世後，獲追贈「永遠的名譽站長」榮銜。
2015年6月22日，小玉因急性心脏衰竭去世，終年16岁，以人類而言約等於80歲。同月28日，鐵路公司以神道教的傳統儀式將她厚葬，葬禮現場逾三千多名市民前來送別致哀，獻上鮮花及貓罐頭。

## 早年生活
小玉生於與貴志站只有一站之隔的甘露寺前站，同胎有另外3隻小貓，只有小玉一隻是三色貓，有一隻是死胎，其餘兩隻很快便被領養。年幼的小玉相當溫馴，與母親Miiko相依為命，他們流浪到貴志站，白天在站前享受乘客們的輕拍和逗玩，乘客們亦樂意為她們提供食物。
Chibi亦是一隻流浪貓，幼時被人遺棄於站前，小玉則充當母親，代為照顧她。

## 出任站長

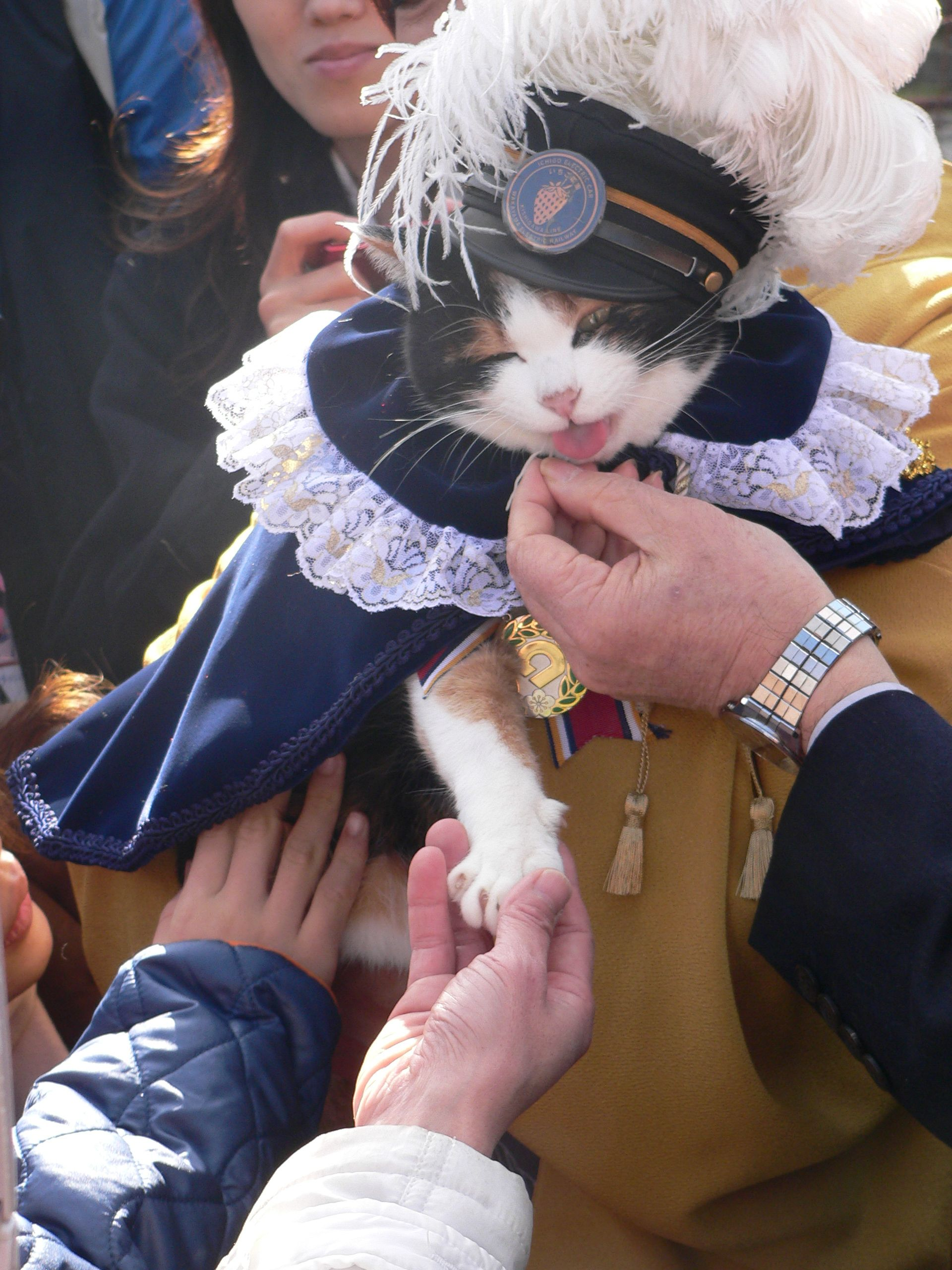
「和歌山縣勳功爵」小玉穿上了相關的衣飾

2006年4月和歌山電鐵貴志川線取消車站駐員制度，以節省資源，改為委任車站附近商店的員工作為站長。當局原先選中了貴志站旁小山商店的負責人小山利子作為車站站長。當時，小山在店中收養了小玉及餵飼其他在車站附近留連的流浪貓。
2007年1月，鐵路公司決定正式提名小玉作為貴志站的站長。 戴着站長帽子執行職務的她，主要職責是招呼乘客。報酬方面，鐵路公司決定以免費貓糧代替薪金。她的值班時間為夏季（6至9月）星期一至星期六9時至17時，冬季（10月至次年5月）星期一至星期六10時至16時30分，星期日休息。2008年，和歌山縣政府為表彰小玉對於當地觀光業發展的重大傑出貢獻，宣布封她為「縣勳功爵」，並頒發授勳證書、榮譽獎章和貓糧等物。獲得爵位後，縣府官員在稱呼她時須在其名之後冠上「卿」的稱號，以表尊敬。
2012年1月5日，小玉就職5週年的慶典上，其後任站長、另一隻三色貓二代玉（ニタマ，Nitama）正式被任命為站長學徒。兩貓交替當值，小玉當值時間是星期二至五，早上十時至下午四時。而二代玉當值時間為星期六及日；星期一、二及五轉至伊太祈曾站當值。小玉死後，二代玉繼任為站長，並於2021年8月21日獲封縣勳功爵。

## 貢獻
小玉的上任令07年1月的乘客量比上年同期上升17%，而同年3月公佈的乘客量統計指出，該財政年度的乘客量比對上一個財政年度上升達10%。統計指出，小玉的知名度為該區帶來了高達11億日圓的收入。2008年1月，在小玉被委任一週年之時，鐵路公司總裁及市長均有出席委任一週年紀念式，並公佈她被晉升為「超級站長」（職級相等於課長）。升職後，她將會是鐵路公司內首位女性「管理層人員」。自當時起，她有一個由舊售票櫃位改裝而成，裏面有貓砂盤的全新「辦公室」。她的兩位助理站長分別是 Chibi（橙白雙色貓）及小玉的母親 Miiko （橙色花貓）。
小玉的知名度日益加深，來自日本各地甚至國外的遊客、傳媒都爭相採訪小玉。例如，小玉的片段被意大利的製作人 Myriam Tonelotto 製成紀錄片 （法文名稱）／（德文名稱）。該記錄片於2009年4月12日在德法公共電視台播出。
2008年10月，鐵路公司宣佈將會在一列新列車上加上以小玉的圖片和漫畫作車廂主題，有關列車將由2009年春季投入服務。
2017年4月29日，Google更新了首頁的Google Doodle以紀念小玉的誕辰。

## 相關產品

### 寫真集
小玉分別出過三本相集：
| 年份 | 書名 | ISBN               |
| ---- | ---- | ------------------ |
| 2007 | 《》 | ISBN 9784834251395 |
| 2008 | 《》 | ISBN 9784834251487 |
| 2009 | 《》 | ISBN 9784834251609 |

### 文獻
- 西松宏  、2009年 ISBN 9784892956386

## 外部連結
- 和歌山電鐵株式會社（日文） （页面存档备份，存于）
- 小玉網誌（日文） （页面存档备份，存于）